# Canais Globo
Canais Globo (anteriormente Globosat), es un proveedor de servicios de televisión de pago, con sede en la ciudad brasileña de Río de Janeiro. Pertenece al conglomerado de medios Globo, y fue fundada el 19 de octubre de 1991. Es el más antiguo proveedor de servicios de televisión por suscripción en Brasil.

## Historia

### Los primeros años: de 1991 a 2006
El 19 de octubre de 1991, se crea Globosat con el inicio de las operaciones del Canal Telecine, de los canales Top Sports (ahora SporTV), GNT y Multishow.
Hasta 1994, la mayor parte de la programación de los canales de Globosat dependía del contenido producido en otros países, pero con el aumento del número de abonados de los canales, fue necesario modificar la programación. Desde 1995, comenzó a crecer el número de canales de Globosat. El antiguo canal Top Sports fue reemplazado por SporTV; y en el mismo año, casi al mismo tiempo, llegaron los canales Globo News (canal de noticias), USA Network (fue sustituido por Universal Channel) y Shoptime.
El Canal Telecine se convirtió en una red con cinco canales con distintos géneros de películas. Inició las operaciones en pay-per-view. Fue lanzado el Canal Brasil, totalmente centrado en la producción cinematográfica en Brasil.
En 1996, se creó el sistema SKY, que distribuye los señales de los canales de Globosat por satélite. Al año siguiente, Globosat cambia su nombre para "Canais Globosat", y fue consolidada su posición como líder del mercado de TV de paga en Brasil. El crecimiento de la empresa fue exponencial. Globosat pasó de 350 empleados y cuatro canales en 1994, a 19 canales y más de 1000 empleados en 2006.

### En la actualidad: desde 2007
En 2008, Globosat lanzó un nuevo canal: Globosat HD. El canal presenta su programación en HDTV, mostrando algunos de los programas de Multishow y SporTV, eventos deportivos y algunas películas de la red Telecine. En 2009 se expandió a Santos Domínguez. (En 2008, transmitió los Juegos Olímpicos de Pekín, en China. En 2009, el canal sólo podría ser visto por los abonados de NET. A partir de este año, está asistido por los abonados de NET, SKY y Claro TV Brasil.
A partir del 1 de enero de 2020, las operaciones de Globosat se vuelven receptivas bajo la tutela de Rede Globo. La iniciativa fue tomada por Jorge Nóbrega, presidente ejecutivo de Grupo Globo, siendo aprobada por el Directorio de la empresa, que busca unir todos los registros corporativos solo en la razón social de Globo Comunicação e Participações S.A. en un proyecto denominado Uma Só Globo (Una sola Globo). El 1 de octubre, Globosat pasó a llamarse Canais Globo. También el mismo día, el canal Mais Globosat pasa a llamarse Mais na Tela.

## Canales de Canais Globo
En total hay 57 canales, 43 en SDTV y 38 en HDTV, y dos canales con transmisión internacional.

### Infantiles
- Gloob (HD)
- Gloobinho (HD)

### Variedades
- - Canal Brasil
  - Canal Brasil HD
  - Modo Viagem
  - GNT
  - GNT HD
  - Multishow
  - Multishow HD
  - Premiere Shows
  - Canal Off (HD)

### Musicales
- - Canal Bis
  - Canal Bis HD

### Deportes
- Combate (HD)
- Premiere
  - Premiere 1 (HD)
  - Premiere 2 (HD)
  - Premiere 3 (HD)
  - Premiere 4 (HD)
  - Premiere 5 (HD)
  - Premiere 6 (HD)
  - Premiere 7 (HD)
  - Premiere 8 (HD)
  - Premiere 9 (HD)
  - Premiere 10 (HD)
  - Premiere Interativo (HD)
  - PFC Internacional
- SporTV
  - SporTV (HD)
  - SporTV 2 (HD)
  - SporTV 3 (HD)

### Erótico
- - ForMan
  - Playboy TV
  - Sextreme
  - Private
  - Sexy Hot
  - Venus

### Películas y series
- Megapix
  - Megapix HD
  - Megapix
  - Universal TV
  - Universal TV HD
  - Studio Universal
  - Studio Universal HD
  - USA
  - USA HD
  - Universal+
  - Universal Premiere
  - Universal Cinema
  - Universal Crime
  - Universal Comedy
  - Universal Reality

### Películas
- Rede Telecine
  - Telecine Action
  - Telecine Action HD
  - Telecine Cult
  - Telecine Cult HD
  - Telecine Fun
  - Telecine Fun HD
  - Telecine Pipoca
  - Telecine Pipoca HD
  - Telecine Premium
  - Telecine Premium HD
  - Telecine Touch
  - Telecine Touch HD

### En asociación conTV Globo
- - Canal Viva
  - Canal Viva HD
  - GloboNews
  - Globo News HD
  - Big Brother Brasil
  - TV Globo
  - TV Globo Internacional
  - Canal Futura

## Datos y estadísticas
- Entre los 100 programas más vistos de la televisión de paga en el primer trimestre de 2009, 99 son de Canais Globo.
- Entre los cuatro canales mencionados como fundamentales para el mantenimiento de la firma de los abonados, tres son de Canais Globo.
- Entre los primeros 6 canales de mayor retiro del mercado de la televisión de paga en Brasil en el mercado de la publicidad, 5 son de Canais Globo.
- El conjunto de canales de Canais Globo es responsable del 56% del tiempo medio de permanencia del público a la televisión de paga durante el horario estelar.
- Los canales SporTV, GNT y Multishow son ganadores del premio Caboré en la categoría "Difusión Electrónica" en 2003, 2005 y 2007, respectivamente.
- Los cuatro canales más admirados por el mercado de la publicidad son de Canais Globo.
- El canal deportivo de televisión de paga galardonado con el "Premio Top of Mind" es SporTV, propiedad de Canais Globo.
- El canal de variedades y entretenimiento de televisión de paga galardonado con el "Premio Top of Mind" es Multishow, propiedad de Canais Globo. El canal también llevó el premio en la categoría "canal de variedades y entretenimiento joven".

## Sitio Oficial
- Sitio Oficial de Globosat Archivado el 31 de mayo de 2013 en Wayback Machine.

- Datos: Q3109033
- Multimedia: Globosat / Q3109033